# Allenwiller
Allenwiller (in tedesco Allenwiller e Àllewiller in alsaziano) è un comune francese di 541 abitanti situato nel dipartimento del Basso Reno nella regione del Grand Est.

## Storia
Il villaggio era inizialmente sotto la giurisdizione dell'Abbazia benedettina di Marmoutier. Nell'828 passò sotto la giurisdizione del Vescovo di Metz, poi, nel 1187, sotto quella dei signori di Ochsenstein.

## Società

### Evoluzione demografica
Abitanti censiti